# Карра, Карло
Карло Карра́ Дальмаццо (итал. Carlo Carrà; 11 февраля 1881 года, Куарньенто (итал. Quargnento), Пьемонт — 13 апреля 1966 года, Милан) — итальянский художник-график, представитель футуризма и метафизической живописи.

## Биография и основные этапы творчества

### Ученичество
Карло Карра изучал живопись на вечерних курсах в Академии Брера в Милане и вначале работал как художник по декорациям. В 1899—1900 годах, во время Всемирной выставки, молодой художник приезжает в Париж и знакомится там с современной французской живописью. Заинтересовался анархизмом и социализмом; находясь в Лондоне в 1900 году, штудировал труды Карла Маркса, Макса Штирнера и М. А. Бакунина.

### Футуристический период
В 1909 году он знакомится с футуристами, и год спустя, совместно с Руссоло, Балла, Северини и Боччони, подписывает «Манифест футуристической живописи». Среди картин этого периода — «Похороны анархиста Галли» (1909).
Осенью 1911 года Карло Карра вторично приезжает в Париж и встречается там с Пикассо, Браком, Леже, Аполлинером и другими французскими художниками, представителями авангарда. Здесь он, как и молодые французы, подпадает под влияние живописи Сезанна и пишет картины в стиле кубизма.

### Метафизический период
Собственный стиль, в духе метафизической живописи, сформировался у Карло Карра позднее, после знакомства с Джорджо Де Кирико (их первая встреча состоялась в 1916 в Ферраре). Работы этого периода отмечены упрощением форм, изображением манекенообразных фигур (нередко без лица) или апокалиптическими сюжетами. К 1917 году относятся наиболее заметные работы художника — «Заколдованная комната. Муза Метафизики» (Милан, собрание Эмилио Джези) и «Идол Гермафродит» (Милан, собрание Джанни Маттиоли).

### Неоклассический период
В конце 20-х годов XX столетия Карло Карра переходит к более реалистической манере («Утро на море»; Милан, собрание Эмилио Джези). В 40-е годы он создаёт серии графических иллюстраций к «Дон Кихоту» и «Одиссее».
в 1943 году Карло Карра опубликовал автобиографию «Моя жизнь».
В 1955 и в 1964 годах художник принимает участие в выставках современного искусства «Документа» в Касселе, Германия.
Карра — автор нескольких исследований об искусстве, в том числе о творчестве Джотто.